# تايلر فلاورز
تايلر فلاورز (بالإنجليزية: Tyler Flowers)‏ هو لاعب كرة قاعدة أمريكي، ولد في 24 يناير 1986 في روزويل في الولايات المتحدة.

## وصلات خارجية
- تايلر فلاورز على موقع دوري كرة القاعدة الرئيسي (الإنجليزية)
- تايلر فلاورز على موقعبيزبول رفرنس.كوم (الدوري الرئيسي) (الإنجليزية)
- تايلر فلاورز على موقعبيزبول رفرنس.كوم (الدوري الثانوي) (الإنجليزية)
- تايلر فلاورز على موقع إي إس بي إن.كوم (أم.أل.بي) (الإنجليزية)
- تايلر فلاورز على موقع مشجعي الرسوم البيانية (الإنجليزية)